# Agallia silvai
Agallia silvai är en insektsart som beskrevs av Luci B. N. Coelho och Dutra 1992. Agallia silvai ingår i släktet Agallia och familjen dvärgstritar. Inga underarter finns listade i Catalogue of Life.